# تئودور درایزر
تئودور هرمان آلبرت درایزر (به انگلیسی: Theodore Herman Albert Dreiser) (زادهٔ ۲۷ اوت ۱۸۷۱ - درگذشتهٔ ۲۸ دسامبر ۱۹۴۵)، داستان‌نویس آمریکایی بود. او را پدر ادبیات سیاه و پیرو سبک طبیعت‌گرایی دانسته‌اند.

## آثار

### داستانی
- خواهر کَری ‏(۱۹۰۰)
- جنی گرهارد ‏(۱۹۱۱)
- سرمایه دار ‏(۱۹۱۲)
- تایتان ‏(۱۹۱۴)
- نابغه ‏(۱۹۱۵)
- آزاد و دیگر داستانها ‏(۱۹۱۸)
- تراژدی آمریکایی ‏(۱۹۲۵)
- زنجیرها: رمانها و داستانهای کوتاهتر ‏(۱۹۲۷)
- غریبه کامل ‏(۱۹۴۴)
- تکیه گاه ‏(۱۹۴۶)
- رواقی ‏(۱۹۴۷)

### نمایشنامه
- نمایشنامه های طبیعی و فرا طبیعی (۱۹۱۶)
- دستان سفالگر (۱۹۱۸)

### شعر
- حالات: موزن و سروده شده (۱۹۲۶)، ۱۲۷ شعر در تعداد نسخی کاملاً محدود، ۵۵۰ نسخه شماره خورده با امضای مولف که ۵۳۵ تا از آنها برای فروش بود؛ تحت عنوان حالات: فلسفی و عاطفی(موزون و سروده شده)(نیویورک: سیمون و شوستر: ۱۹۳۵) مورد بسط و بازبینی قرار گرفت.